# Dawra
Een dawra (naam in Suriname) of dawura (Ghana), is een slaginstrument.
De dawra bestaat uit een plat geslagen stuk ijzer; ook wordt wel een hak gebruikt. Het functioneert als een bel en is belangrijk in traditionele Afro-Surinaamse muziek. In Ghana wordt het instrument bij het Akanvolk bespeeld.